# آلتو ایوون
آلتو ایوون (به اسپانیایی: Alto Ivon) یک منطقهٔ مسکونی در بولیوی است که در استان واکا دیز واقع شده‌است. آلتو ایوون ۵۰۹ نفر جمعیت دارد.